# Braminsee
De Braminsee is een meer tussen Dorf Zechlin en Kagar, een buitenwijk van Rheinsberg. Het heeft een oppervlakte van 0,6 km² en een maximale diepte van 3,5 m. De Braminsee is sinds 2007 particulier bezit en niet toegankelijk voor derden.